# REM-eiland

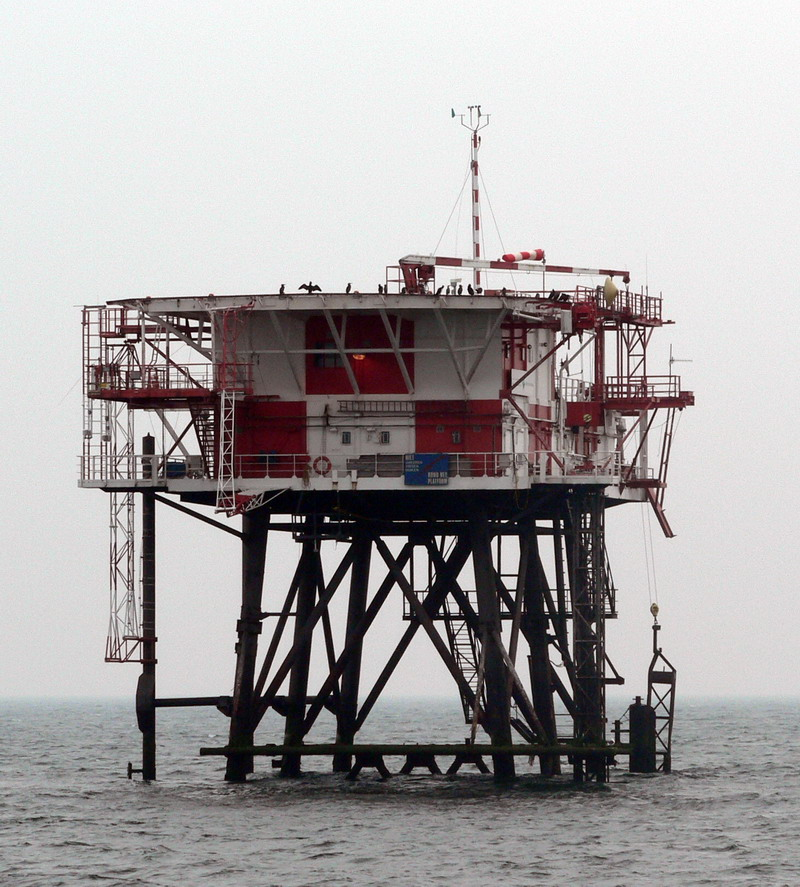
Het REM-eiland

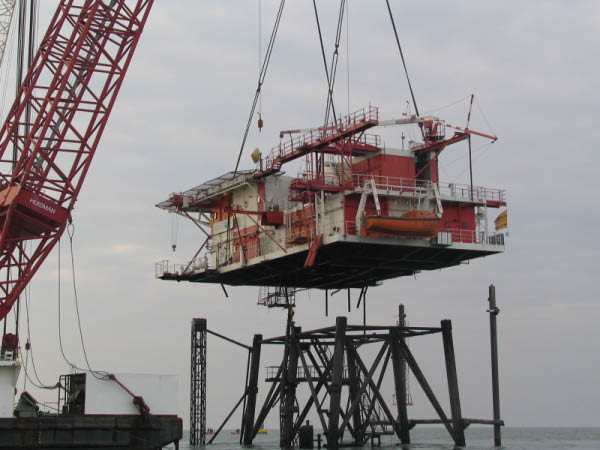
De ontmanteling van het REM-eiland

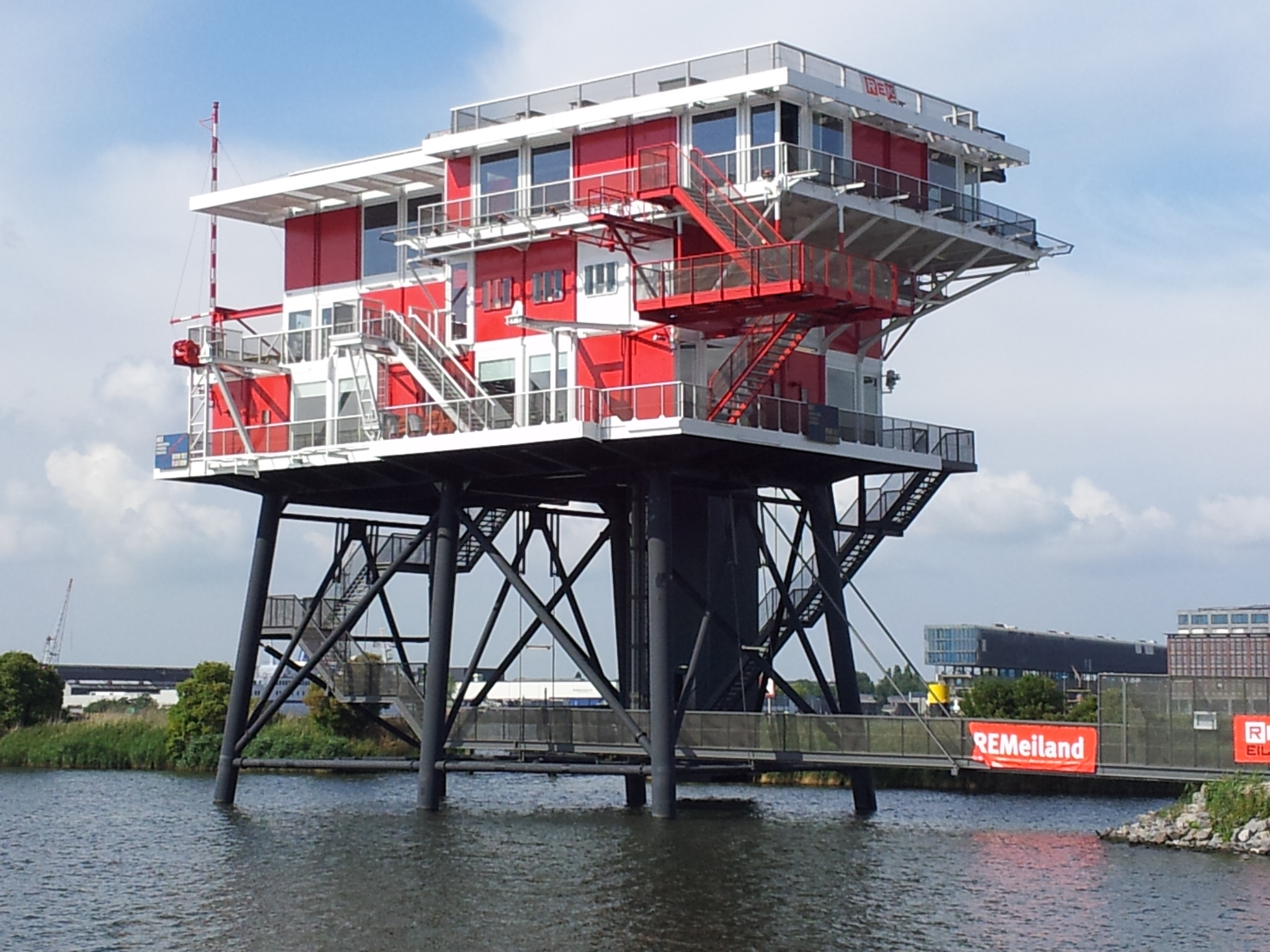
REM-eiland aan de Haparandadam, Amsterdam

Het REM-eiland was een platform in de Noordzee, op 9 kilometer buiten de kust van de Nederlandse plaats Noordwijk. Van 12 augustus tot 14 december 1964 werden vanaf deze basis commerciële televisie-uitzendingen onder de naam TV Noordzee verzorgd. Sinds 2011 staat het REM-eiland in de Nieuwe Houthaven in Amsterdam, er is onder andere een restaurant in gevestigd.

## Radio- en televisie-uitzendingen
In 1963 werd de Reclame Exploitatie Maatschappij (REM) gesticht. De voornaamste aandeelhouder was de Rotterdamse scheepsbouwer Cornelis Verolme. Andere aandeelhouders waren Reinder Zwolsman, Pieter Schelte Heerema, Sidney van den Bergh en de bank Teixeira de Mattos. De REM wilde commerciële radio- en televisie-uitzendingen verzorgen. Omdat de Nederlandse wetgeving dit niet toestond zouden de uitzendingen geschieden vanaf een locatie juist buiten de territoriale wateren (6 mijl uit de kust van Noordwijk). Uitzenden vanaf een basis op zee werd veiliger geacht dan uitzendingen vanaf een schip zoals Veronica al deed. Bij Lloyd's of London werd een verzekering afgesloten tegen inbeslagname door de autoriteiten.
Het platform werd gebouwd op een scheepswerf in de Ierse havenstad Cork, waarna het werd versleept naar de plaats van bestemming en geplaatst door het kraanschip Global Adventurer van Brown & Root-Heerema. Op 12 augustus vond een proefuitzending plaats en op 15 augustus 1964 begonnen de reguliere uitzendingen. Op 17 december van datzelfde jaar werd de apparatuur van het REM-eiland echter door de Rijkspolitie tijdens een actie met de Koninklijke Marine geconfisqueerd. Deze actie kon worden ondernomen omdat per 1 december 1964 een noodwet was aangenomen die bepaalde dat de Nederlandse wetgeving ook gold op kunstmatige constructies die waren gebouwd op de zeebodem van het Nederlandse deel van het Continentale Plat. Hierdoor werden de uitzendingen vanaf het REM-eiland illegaal en kon daartegen worden opgetreden. De wet trad op 12 december in werking. Zeezenders die vanaf een schip uitzonden konden hiermee nog niet worden aangepakt.
Uit de REM kwam later de legale Nederlandse zendgemachtigde TROS voort. De naam TROS werd overigens reeds gebruikt toen er vanaf het REM-eiland werd uitgezonden.
In 1976 werd gedurende ruim een week op en rond het REM-eiland de Tatort-aflevering Trimmel und der Tulpendieb (nummer 67) opgenomen, waarbij heel veel delen van de leegstaande constructie in beeld komen. Voor de gelegenheid werd een en ander in oude glorie hersteld. Het helikopterplatform wordt in dit verhaal eveneens gebruikt, door een Nederlandse politiehelikopter. Een aantal historische feiten rond het eiland, zoals het ingrijpen door de Nederlandse overheid, wordt in het verhaal verteld. Deze aflevering was al in 1973 bij de TROS bedacht en werd in 1976 ter gelegenheid van het 10-jarig bestaan van de TROS door de NDR in coproductie met de TROS gemaakt. De staat als eigenaar was aanvankelijk niet voor de functie als filmlocatie. Er was zelfs een debat in het Nederlandse parlement voor nodig om officieel toestemming voor deze opnames op het eiland te krijgen. Deze aflevering werd op 1 oktober 1976 om 20.10 uur op Nederland 1 uitgezonden.
Bij het 40-jarig bestaan van de TROS in 2004 werd het platform nog een aantal malen gebruikt als locatie voor het programma Studio REM, gepresenteerd door Harmen Roeland en Wibo van de Linde.

## Meetpost
Het platform werd overgenomen door de Nederlandse Staat en was vanaf 1974 geruime tijd in gebruik bij Rijkswaterstaat als Meetpost Noordwijk, waar bijvoorbeeld de hoogte van de golven, de watertemperatuur en het zoutgehalte worden gemeten. Het Koninklijk Nederlands Meteorologisch Instituut organiseerde er internationale meetcampagnes waarbij uitwisselingsprocessen aan het zeeoppervlak werden bestudeerd. In de zomer van 2004 werd de meetpost ontmanteld en enkele maanden later werd het REM-eiland te koop aangeboden. De Dienst Domeinen van het ministerie van Financiën nam, zoals gebruikelijk bij rijksbezittingen, de verkoop op zich. Er werd echter geen koper gevonden, doordat het niet lukte een activiteit te vinden die binnen de strenge wetgeving mogelijk was.
Op 8 juni 2006 werd door personeel van Rijkswaterstaat en pers afscheid genomen van het platform. Tijdens dit afscheidsbezoek waren radiozendamateurs aanwezig en er 
werden wereldwijd verbindingen met zendamateurs gemaakt.
Omdat het platform in slechte staat verkeerde en ter plaatse geen ongebruikte bouwwerken worden toegestaan, is het REM-eiland in september 2006 gesloopt.
Op vrijwel dezelfde plaats bevindt zich momenteel (2023) het Rijkswaterstaat meetplatform HKZA (platform Hollandse kust zuid). In commerciële meteo-sites, zoals windfinder, worden huidige data  van "Meetpost Noordwijk" gegeven, maar dat zijn data van HKZA.  

## Sloop
Bij de sloop is het gebouw van het onderstel losgebrand en op een ponton geplaatst, dat op 24 september door een sleepboot naar de haven Vlissingen-Oost werd versleept. Daarna zijn de holle poten van de draagconstructie op zes meter onder de zeebodem van binnenuit met een snijrobot losgesneden. Vervolgens werd het dertig meter hoge onderstel opgetild door de drijvende bok Rambiz van de Vlaamse bergingsmaatschappij Scaldis en in de takels van de bok eveneens naar Vlissingen-Oost versleept, waar het op 26 september aankwam.

## Redding
In 2009 kocht woningcorporatie De Key uit Amsterdam het platform en bracht het van Vlissingen naar Delfzijl. Daar werd het verbouwd, en werd er een verdieping bovenop gezet. Eind maart 2011 werd het REM-eiland overgebracht naar de Nieuwe Houthaven, bij de Haparandadam in Amsterdam. Dit gebied wordt ontwikkeld tot een woongebied. Het gerenoveerde REM-eiland biedt sinds 2011 onderdak aan een restaurant en daarnaast is het een publiekelijk toegankelijk uitkijkpunt met uitzicht over de Houthaven en het IJ.
In 2016 zette woonstichting De Key het REM-eiland in de verkoop, omdat het volgens de woningcorporatie niet meer binnen de kerntaken paste. Per 1 juni van dat jaar werd het verkocht aan huurder Newpeople Next BV. Bij de verkoop werd afgesproken dat het restaurant op het eiland zou blijven zitten. Newpeople wilde de rest van het platform verder ontwikkelen en er een plek van maken 'waar kennis kan worden gedeeld, inspiratie kan worden opgedaan en waar nieuwe ideeën tot bloei komen'.